# 畠中達郎
畠中 達郎（はたなか たつろう、1957年11月3日 - ）は、日本の実業家。芸能事務所・株式会社アミューズの元・代表取締役社長で、現在はアミューズの特別顧問。神奈川県出身。横浜市立戸塚高等学校卒業。

## 経歴
1976年3月、横浜市立戸塚高等学校を卒業。予備校生の時に、誘われて、創設されて間もないアミューズでアルバイトとして働く。当初は電話番だったが、その後、原田真二のマネージャーとなる。1978年10月、アミューズが会社組織となり、社員となる。当初の社員は、創業者の大里洋吉とその妻、もう1人との合計4人であった。
サザンオールスターズや、三宅裕司、爆風スランプなどのマネージャーを担当。その後、制作部次長や、取締役副社長を歴任する。2007年6月下旬開催の定時株主総会後の取締役会において、松崎澄夫に代わり、代表取締役 社長執行役員に就任。
また、映画プロデューサーとして、映画の製作も手掛け、2014年には「永遠の0」で第33回藤本賞を受賞した。
2019年2月13日には、病気治療のため入院し、当面の措置として、取締役副会長の柴洋二郎が、社長業務の代行を務めることを発表した。同年3月19日には、業務負担軽減と安定した運営のため、4月1日付で社長を退任し、柴洋二郎に交代することを発表。

## 賞詞
- 第33回藤本賞（2013年、永遠の0）

## 製作映画
- ザジ ZAZIE（1989年） - プロデューサー
- 香港大夜総会 タッチ&マギー（1997年） - アソシエイト・プロデューサー
- 私たちが好きだったこと（1997年） - プロデューサー
- 相棒 -劇場版- 絶体絶命! 42.195km 東京ビッグシティマラソン（2008年） - 製作
- 容疑者Xの献身（2008年） - エグゼクティブプロデューサー
- N43°（2009年） - 製作
- SR サイタマノラッパー（2009年） - 製作
- キラー・ヴァージンロード（2009年） - 製作総指揮
- のだめカンタービレ 最終楽章 前編（2009年） - エグゼクティブプロデューサー
- ゴールデンスランバー（2009年） - 製作
- 食堂かたつむり（2010年） - 製作
- のだめカンタービレ 最終楽章 後編（2010年） - エグゼクティブプロデューサー
- トロッコ（2010年） - エグゼクティブプロデューサ
- パーマネント野ばら（2010年） - 製作
- SR サイタマノラッパー2 女子ラッパー☆傷だらけのライム（2010年） - 製作
- 悪人（2010年） - 製作
- 君に届け（2010年） - 製作
- ジーン・ワルツ（2011年） - 製作
- 劇場版アニメ 忍たま乱太郎 忍術学園 全員出動!の段（2011年） - 製作
- 婚前特急（2011年） - 製作
- 忍たま乱太郎（2011年） - 製作
- 探偵はBARにいる（2011年） - 製作
- 一命（2011年） - 製作
- 僕等がいた 前篇（2012年） - 製作
- SRサイタマノラッパー ロードサイドの逃亡者（2012年） - 製作
- 僕等がいた 後篇（2012年） - 製作
- 桐島、部活やめるってよ（2012年） - 製作
- るろうに剣心（2012年） - 製作
- グッモーエビアン!（2012年） - 製作
- 横道世之介（2012年） - 製作
- 探偵はBARにいる2 ススキノ大交差点（2013年） - 製作
- 真夏の方程式（2013年） - 製作
- そして父になる（2013年） - 製作
- 陽だまりの彼女（2013年） - 製作
- カノジョは嘘を愛しすぎてる（2013年） - 製作
- 永遠の0（2013年） - 製作
- 青天の霹靂（2014年） - 共同製作
- るろうに剣心 京都大火編（2014年） - 製作
- るろうに剣心 伝説の最期編（2014年） - 製作
- リスナー（2015年） - 製作
- 岸辺の旅（2015年） - 製作
- 太陽（2016年） - 製作
- 世界から猫が消えたなら（2016年） - 共同製作
- TOO YOUNG TO DIE! 若くして死ぬ（2016年） - 製作
- 君の名は。（2016年） - 共同製作
- SCOOP!（2016年） - 製作統括
- 何者（2016年） - 共同製作
- 3月のライオン（2017年） - 製作
- 亜人（2017年） - 製作統括
- 探偵はBARにいる3（2017年） - 製作
- 焼肉ドラゴン（2018年） - エグゼクティブプロデューサー
- ギャングース（2018年） - 製作
- そらのレストラン（2019年） - 製作
- フォルトゥナの瞳（2019年） - 共同製作
- サムライマラソン（2019年） - 製作
- まく子（2019年） - 製作
- 五億円のじんせい（2019年） - 製作
- ドラゴンクエスト ユア・ストーリー（2019年） - 製作
- アイネクライネナハトムジーク（2019年） - 製作
- マチネの終わりに（2019年） - 製作